# Sparta Aalst Handbalclub
Sparta Aalst Handbalclub, kortweg Sparta Aalst HC was een Belgische handbalploeg uit Aalst. Ze wonnen eenmaal de Beker van België. 

## Geschiedenis
De ploeg werd opgericht in 1953. In 1974 werd er verhuisd van het Guldenboomplein naar de sporthal in de Rozendreef. In 1985 verdween de club.
Het herenteam beleefde zijn hoogdagen in 1e klasse in de jaren 60 onder de trainers Beulens en De Riemaecker. In 1969 won de club de Beker van België in een duel tegen Progrès HC Seraing. Kort daarop degradeerde het herenteam naar tweede nationale, waar ze zich nog enkele seizoenen konden handhaven.

## Palmares
- Winnaar Beker van België: 1969

## Bekende (ex-)spelers
- Günther Deschrijver